# Thomas Gardner (cầu thủ bóng đá, sinh năm 1923)
Thomas Gardner (17 tháng 3 năm 1923 – 7 tháng 11 năm 2016) là một cầu thủ bóng đá người Anh thi đấu ở vị trí Tiền vệ chạy cánh.
Gardner có 1 lần ra sân cho Everton tại mùa giải 1947–48 trước khi buộc phải giải nghệ vì chấn thương.
Gardner mất ngày 7 tháng 11 năm 2016 lúc 93 tuổi. Ông là cầu thủ của Everton còn sống lâu nhất đến khi ông mất.